# Georges Vernade
Georges Vernade, né le 14 décembre 1914 à Poissy et mort le 6 janvier 1998 à Montélimar, est un prêtre français du diocèse de Paris, directeur général de L'Œuvre d'Orient du 1er septembre 1978 au 31 août 1987.

## Biographie

### Formation
Georges Vernade en 1939 séminariste au Séminaire de Saint-Sulpice, mobilisé et envoyé au front, il est fait prisonnier par les Allemands. Il est libéré à la fin de la guerre.

### Prêtrise
Ordonné prêtre dans le Diocèses de Paris le 5 avril 1947, il anime plusieurs aumôneries de lycées dont celle du Lycée Michelet à Vanves. Chapelain de la Basilique du Sacré-Cœur de Montmartre.

### L'Œuvre d’Orient
Il est secrétaire général de l'Archevêché de Paris quand le Cardinal Marty, archevêque de Paris, lui propose en 1978 de prendre la succession de Marolleau comme directeur général de L’Œuvre d’Orient. « Il parcourra les paroisses de France pour faire connaître les Chrétiens d'Orient. Neuf ans durant, il ira d'une mission à une autre pour se rendre compte de visu de la vie de ces chrétiens oubliés: de Chypre à l'Éthiopie, de l'Égypte à l'Inde, de la Syrie à Djibouti, de la Turquie à la Terre Sainte ou en Grèce »,,.

### Reconnaissances
Georges Vernade est nommé le 4 décembre 1979, par le pape Jean-Paul II, prélat d'honneur de sa Maison, ce qui lui donne le titre de « Monseigneur ». Il est nommé Archimandrite du patriarcat grec-melkite catholique d’Antioche et de tout l’Orient, d’Alexandrie et de Jérusalem par le patriarche Maxime V Hakim, le 24 avril 1980,,. La cérémonie qui lui conférait cette dignité a eu lieu à l'église Saint-Julien-le-Pauvre de Paris, le dimanche 22 juin 1980. Il est nommé par le président de la République, en date du 11 juillet 1980, et sur proposition du ministre des Affaires étrangères, Chevalier de la Légion d'honneur, en raison de ses activités sacerdotales et de ses services militaires. il est nommé le 28 octobre 1980 par Antoine Khoraiche, patriarche d’Antioche et de tout l’Orient des Maronites, chorévêque de l’Église maronite. Par décret du président de la République Libanaise en date du 6 avril 1985, Georges Vernade, en sa qualité de directeur général de L’Œuvre d'Orient et pour l'aide qu'il a apporté au peuple libanais, a été nommé commandeur de l'Ordre national du Cèdre du Liban. Lors de la remise de décoration, le 3 mai 1985, l’ambassadeur du Liban, Farouk Abillama a évoqué tout ce qu’avait fait L’Œuvre d’Orient depuis 130 ans pour le Liban, auquel elle a toujours été très étroitement liée
, et plus spécialement l’action importante de Vernade dans ces années de guerre, non seulement sur le plan spirituel et psychologique, mais aussi matérielle sans cesse accrue,.

## Création de l’Association des Écoles Francophones du Proche-Orient

### Jumelage d'école à école
La guerre du Liban qui dure depuis plusieurs années a mis à mal l’enseignement catholique du point de vue financier vu le délabrement économique qu’elle a provoqué avec un nombre sans cesse croissant de familles déplacées et sans ressources.  Pour répondre à leurs besoins, L’Œuvre d’Orient, par l’intermédiaire de son directeur général, Georges Vernade, a initié des jumelages d’école à école.  Le premier, dont l'idée en avait été lancée par l'abbé Christian Malcor, aumônier de l’école Notre-Dame de Grâce de Passy et l’école des pères Lazaristes à Beyrouth a débuté en 1986.

### Parrainage scolaire d'enfants libanais
Une conférence de presse, le 6 mai 1987, donnée par Vernade, directeur général de L’Œuvre d’Orient en présence du visiteur des Lazaristes du Proche-Orient, Naoum Atallah, rappelle l'historique de l'enseignement au Liban et montre l'importance de la langue française, que soutient depuis 1860 l’Œuvre d’Orient. Elle lance le parrainage scolaire d’enfants libanais. Un appel de l'Assemblée des patriarches et des évêques catholiques du Liban met en relief la détresse des écoles catholiques du Liban dont l'existence même est menacée.
Après le départ de Vernade de L’Œuvre d’Orient[pourquoi ?], le conseil d’administration a souhaité arrêter les parrainages scolaires en désaccord avec la formule retenue par le Père Atallah. Le conseil d'administration estime ne pas être en mesure de garantir la transmission régulière des documents scolaires concernant les enfants pris en charge et ne souhaite pas intervenir dans la collecte des fonds.

### A.E.F.P.O
Vernade crée en 1988 avec Antoine-Pierre Nakad, futur visiteur des Lazaristes pour le Proche-Orient,,, une association pour continuer les parrainages scolaires, "Association des Écoles Francophones du Proche-Orient" (A.E.F.P.O.),,. Président d’honneur de l’association, Vernade l’a soutenue pour qu’elle continue à œuvrer pendant les plus dures années de la guerre du Liban et jusqu'à son décès en 1998. Les Églises du Liban en lui rendant hommage par la célébration d'une messe de requiem à son intention.

## Distinctions
- Prélat d’Honneur de sa Sainteté le Pape ;
- Archimandrite du Patriarcat Grec-Melkite Catholique d’Antioche ;
- Chorévêque de l’Église Maronite ;
- Chevalier de la Légion d'honneur ;
- Commandeur de l'Ordre national du Cèdre du Liban.

## Publications
- Georges Vernade, Œuvre d'Orient : Gardez dans les cœurs- La petite espérance qui redonne l'espoir-Peinture ancienne de Notre-Dame du Liban- Donner un peu d'espoir, Paris (no 654), février 1987
- Georges Vernade, Œuvre d'Orient : Christ est ressuscité, Paris (no 655), avril 1987
- Georges Vernade, Œuvre d'Orient : Cinquième mission au Liban, Paris (no 657), septembre 1987